# Essenciel
Albums de Zazie
Encore heureux
(2015) Aile-P
(2022)
Singles
1. Speed
Sortie : 24 mai 2018
2. L'Essenciel
Sortie : 22 novembre 2018
3. Nos âmes sont
Sortie : 4 avril 2019

Essenciel est le dixième album de Zazie, sorti le 7 septembre 2018.
En mai 2018, elle dévoile le premier single Speed. L'album est certifié disque de platine par le SNEP le 15 février 2019 pour plus de 100 000 exemplaires écoulés. Un second single L'essenciel sort fin novembre 2018. Le 4 avril 2019, la ballade Nos âmes sont sort illustrée par un clip sous-marin avec l'apnéiste Julie Gautier.
L'album sera défendu sur scène dans le cadre de la tournée qui a suivi Zaziessenciel Tour.

## Titres
| No  | Titre               | Paroles | Musique                                   | Durée |
| --- | ------------------- | ------- | ----------------------------------------- | ----- |
| 1.  | Speed               | Zazie   | Zazie - Édith Fambuena                    | 3:49  |
| 2.  | Waterloo            | Zazie   | Zazie - Édith Fambuena - Alexis Anérilles | 3:04  |
| 3.  | Dire ce qu'on danse | Zazie   | Zazie - Édith Fambuena - Alexis Anérilles | 3:22  |
| 4.  | Va chercher         | Zazie   | Zazie - Édith Fambuena - Alexis Anérilles | 3:58  |
| 5.  | Nos âmes sont       | Zazie   | Zazie                                     | 5:51  |
| 6.  | Ma story            | Zazie   | Zazie - Édith Fambuena - Alexis Anérilles | 2:55  |
| 7.  | On s'aima fort      | Zazie   | Zazie - Édith Fambuena - Alexis Anérilles | 4:38  |
| 8.  | Patatras            | Zazie   | Zazie - Édith Fambuena - Alexis Anérilles | 3:17  |
| 9.  | Garde la pose       | Zazie   | Zazie - Édith Fambuena - Alexis Anérilles | 3:12  |
| 10. | Veilleurs amis      | Zazie   | Phil Baron                                | 3:45  |
| 11. | L'Essenciel         | Zazie   | Zazie                                     | 3:10  |
| 12. | La Source           | Zazie   | Zazie - Édith Fambuena - Alexis Anérilles | 8:50  |

## Musiciens
- Zazie : chant, programmations, claviers, chœurs
- Édith Fambuena : guitare, programmations
- Alexis Anérilles : piano, claviers, bugle
- Philippe Entressangle : batterie
- Vivien Bouchet : basse sur Speed et L'essenciel single
- Yuksek : claviers, programmations, co-production et mixage sur Patatras
- Phil Baron : claviers et programmations sur Veilleurs amis
- Coordination de la production : Maud Naïmi
- Producteur exécutif : Éric Lopez
- Masterisé par Simon Capony
- Mixage : Édith Fambuena et Zazie (1, 2, 9 et 11), Édouard Bonan (3, 6, 7, 12)
- Pochette : Laurent Seroussi assisté par Emma Foussat
- Production : Édith Fambuena, Zazie
- Production Manager : Céline Savary
- Enregistré par Édith Fambuena et Édouard Bonan assisté par Matthieu Lefèvre

## Classement
| Classement (2018)            | Meilleure position |
| ---------------------------- | ------------------ |
| Belgique (Flandre Ultratop)  | 176                |
| Belgique (Wallonie Ultratop) | 2                  |
| France (SNEP Megafusion)     | 2                  |
| Suisse (Schweizer Hitparade) | 8                  |
| Suisse (Romandie)            | 1                  |